# Ashiyu

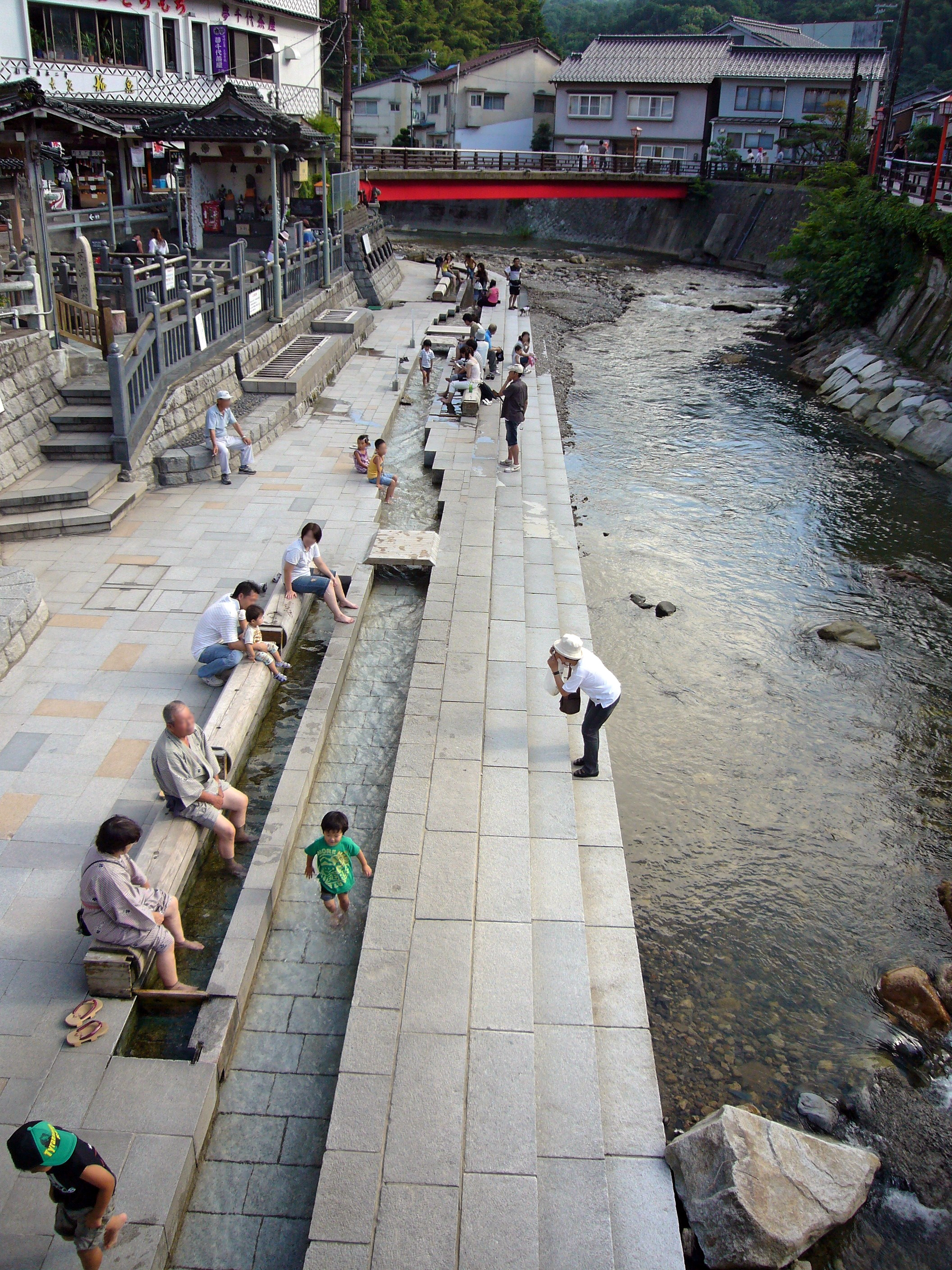
Bain de pieds dans le onsen de Yumura (préfecture de Hyōgo).

Un ashiyu (足湯, « bain de pied ») est un bain de pieds public japonais rempli d'eau de source géothermique. Les bains de pieds sont situés dans des villes où sont captées les ressources géothermiques. Ils se trouvent en particulier sur les lieux où les gens se rassemblent comme les stations de transport en commun, les parcs et les magasins. Ils sont facilement accessibles et le bain se prend aisément. Seules les chaussures (et les chaussettes s'il y en a) doivent être retirées. Parfois, une petite contribution financière est demandée, mais la plupart sont gratuits.
Ils réchauffent tout le corps sans provoquer de surchauffe. L'ajout de sel et de dioxyde de carbone augmente l'effet de rétention de chaleur.

## Caractéristiques

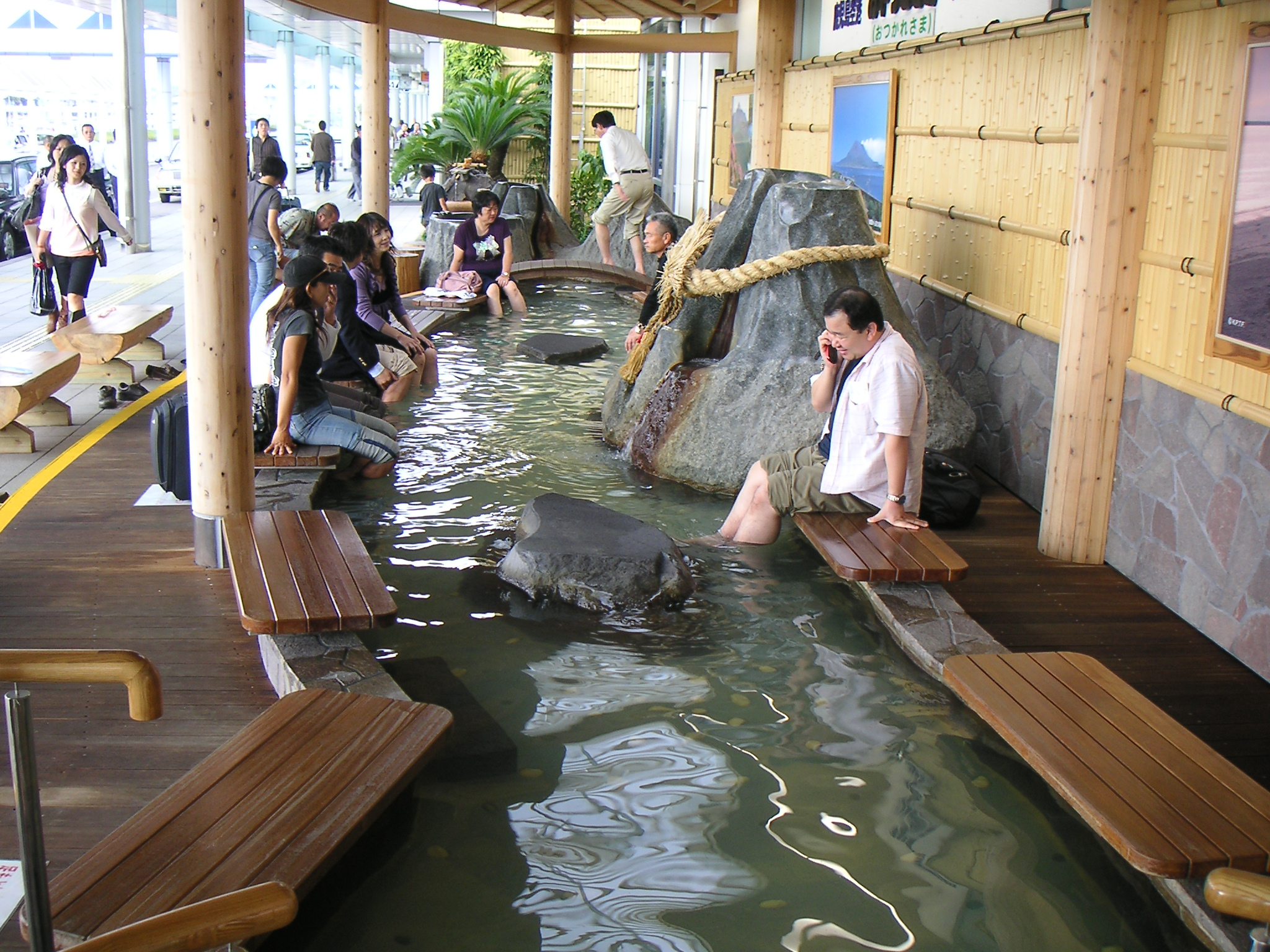
Ashiyu à l'aéroport de Kagoshima.

Contrairement aux sources chaudes classiques où tout le corps est baigné, seules les pieds et le bas des jambes sont immergés dans l'eau, il est donc moins probable d'avoir un coup de chaleur et, du fait de la taille des principaux vaisseaux sanguins des jambes, tout le corps peut être réchauffé par un bain de pied. Il existe également des conteneurs et des chauffe-pieds disponibles.
Les ashiyu sont souvent installés aux coins des rues des villes thermales, permettant de pouvoir facilement profiter des sources chaudes sans avoir à se déshabiller. Il est également possible de les voir dans les endroits où se rassemblent de nombreux touristes, comme les gares, les stations routières, les parcs, les aéroports et les ports. Il existe également des exemples de bains de pieds installés dans des trains (comme le train touristique Kintetsu « Tsudou » et le « Toreiyu Tsubasa » de JR East）) ainsi que dans certains musées (comme le musée de sculpture en plein air de Hakone). Parfois, des pédiluves avec vestiaires sont à disposition. Cependant, il existe certaines sources chaudes, comme Naruko Onsen et Kinosaki Onsen, où le port de geta est supposé, il est donc acceptable d'y aller pieds nus ou avec des geta.
Certaines installations de sources chaudes, qui peuvent être utilisées entièrement habillées, disposent également de bains pour les mains rattachés à leurs bains de pieds. D'autres exemples d'utilisation de la vapeur des sources chaudes incluent le « bain de vapeur des pieds » à Kannawa Onsen et le « bain de vapeur manju » à Sukayu Onsen.
Des activités bénévoles sont également menées dans les zones sinistrées, offrant des services de communication et de massage tout en trempant les pieds dans des bains de pied.

## Aspects médicaux

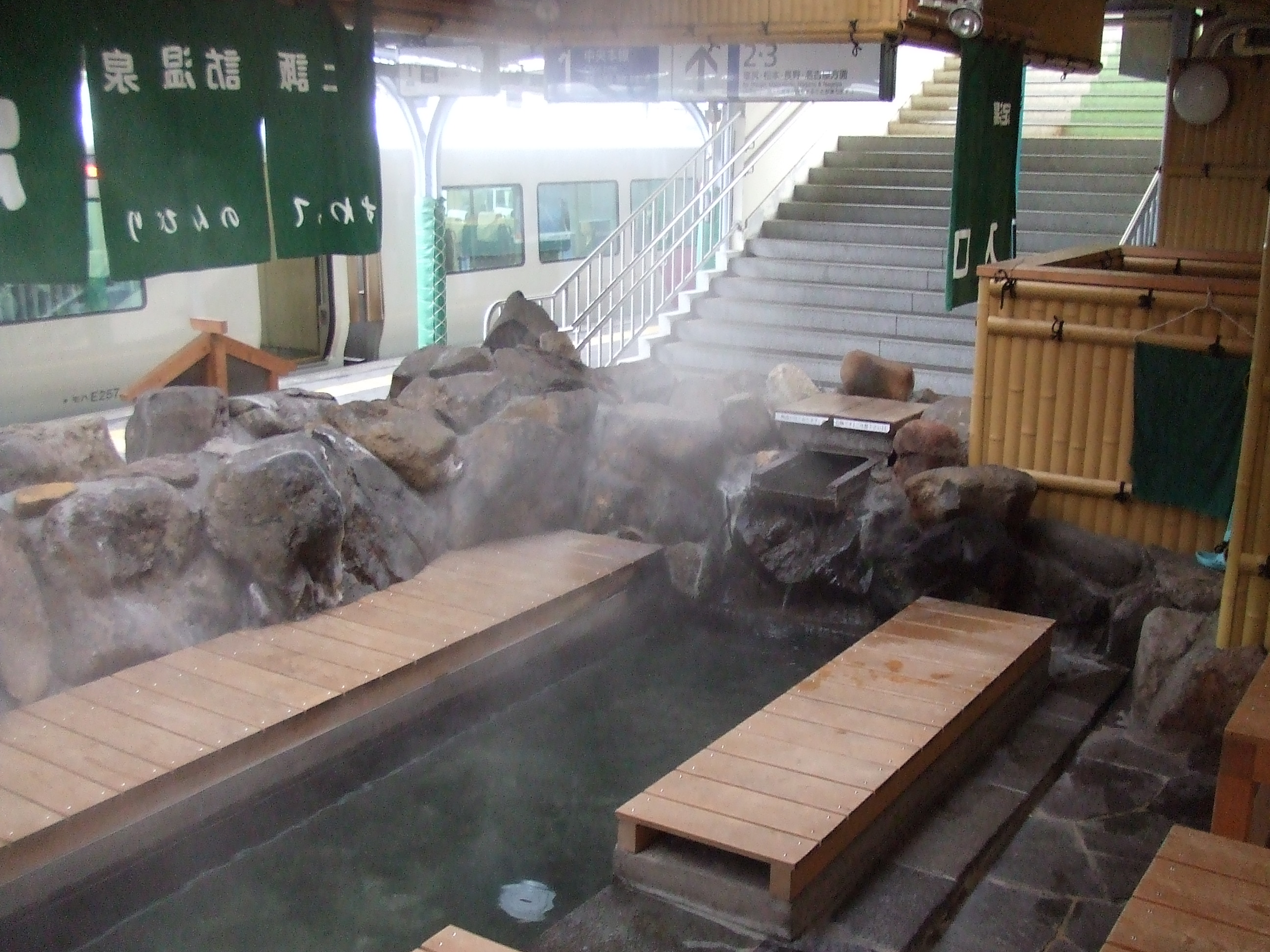
Ashiyu à la gare de Kami-Suwa.

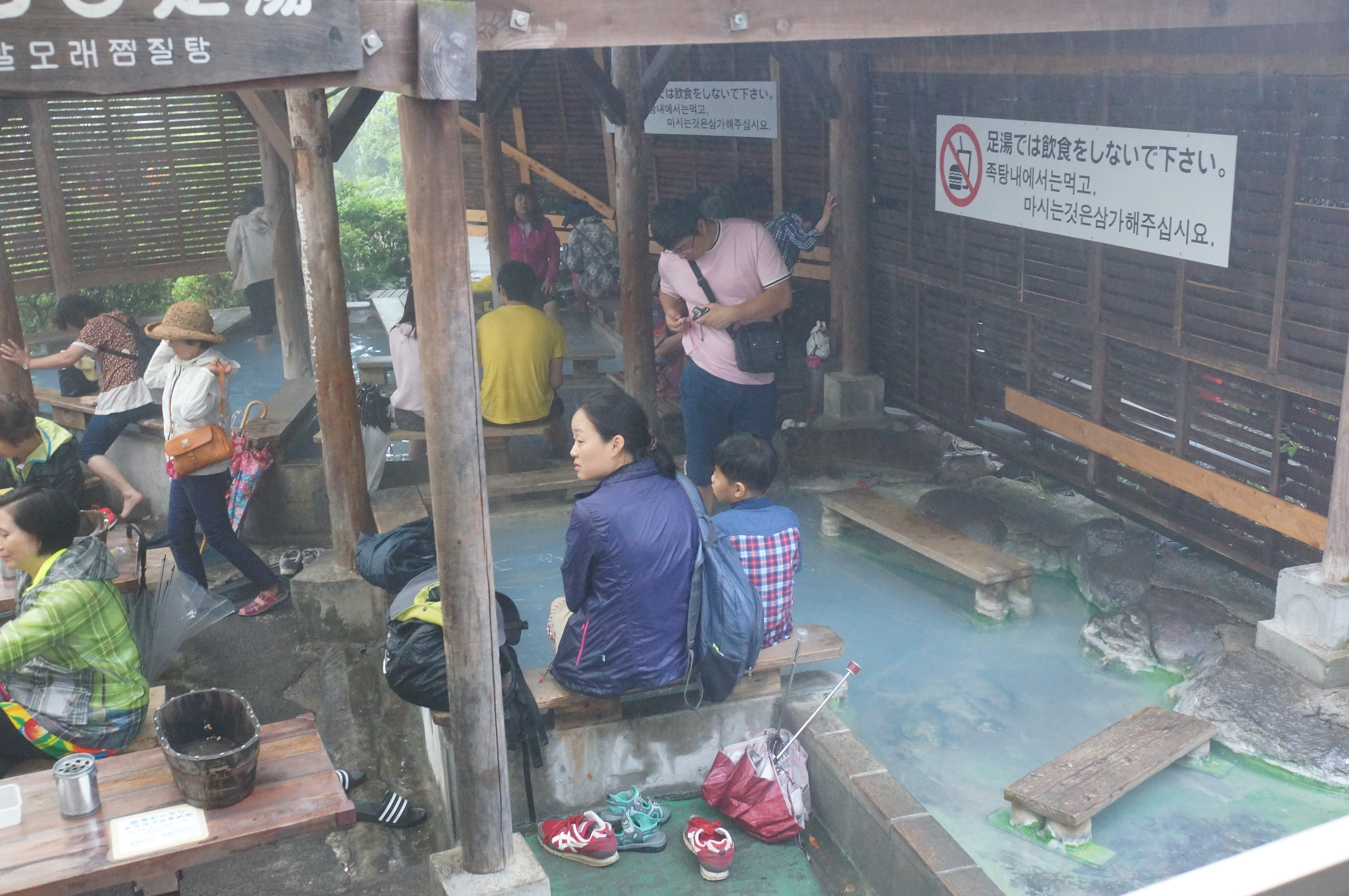
Japonais profitant des bienfaits du Ashiyu.

Il y a de nombreux avantages aux ashiyu et aux bains de pieds en général, de nombreuses études à ce sujet ont par ailleurs été effectuées au Japon.
Un bain de pieds de 10 minutes n'augmente pas la température corporelle centrale, mais il augmente la température corporelle superficielle. Même de longues périodes de temps, comme 30 minutes, ont peu d’effet sur le système circulatoire tant que la température corporelle n’augmente pas. Même le fait de ne baigner que la jambe droite, qui est la plus éloignée du cœur, peut augmenter le flux sanguin.
Les bains de pieds avec sels ajoutés maintiennent le corps plus chaud que ceux sans sels ajoutés. L'ajout de dioxyde de carbone a eu des résultats similaires, augmentant également le flux sanguin vers la peau. La transpiration est un hydratant naturel, mais chez les personnes atteintes de dermatite atopique, une transpiration excessive peut être néfaste pour la peau. Pour les peaux sèches en particulier, un bain de pieds peut aider à rétablir la transpiration et peut également être utilisé en combinaison avec une crème hydratante pour aider à maintenir un bon niveau d'humidité. Pour prévenir les pieds secs et les callosités, il est important d'hydrater les pieds après un bain de pieds et de les essuyer.
Chez les adultes non âgés souffrant d'insomnie, le réchauffement du corps au point de le faire se lever avant de dormir peut augmenter la tendance au sommeil. Des bains de pieds ou des appareils électriques peuvent être utilisés pour réchauffer les pieds. Un essai contrôlé randomisé portant sur 23 personnes a révélé que cela réduisait les troubles du sommeil chez les personnes souffrant d'un traumatisme crânien. Un essai contrôlé randomisé mené auprès de 60 personnes a révélé que les bains de pieds réduisaient la douleur dans la neuropathie diabétique périphérique, les bains de pieds contenant du sel ajouté étant plus efficaces.
Un groupe de recherche du National Cerebral and Cardiovascular Center a présenté une étude de cas démontrant une fonction cardiaque améliorée. Selon l'étude, quatre patients transplantés âgés de 20 à 40 ans qui ne pouvaient pas prendre un bain complet du corps ont suivi un traitement de deux semaines à l'aide d'un bain de pieds émettant de la vapeur chaude. Le bain de pieds a été chauffé à 42 degrés pendant 15 minutes et ensuite maintenu à température pendant 30 minutes. Les résultats ont montré que l'augmentation de la température corporelle et la fluidification du flux sanguin dans les vaisseaux sanguins périphériques avaient un certain effet de réduction de la pression exercée sur la fonction de pompage du cœur. De plus, lorsque des patients atteints de cardiomyopathie dilatée ont reçu un bain de pieds, la facilité avec laquelle les vaisseaux sanguins qui fournissent de l’oxygène et des nutriments au muscle cardiaque peuvent se dilater (fonction endothéliale vasculaire) s’est améliorée jusqu’à des niveaux normaux. Le groupe de recherche prévoit de poursuivre ses vérifications à l’avenir.
Des bénéfices médicaux ont été suggérés pour les femmes enceintes pendant la période post-partum. Selon un rapport de recherche de l'Université médicale d'Aichi (en), en prenant un bain de pieds au début de la période post-partum, les mamelons pseudo-inversés et plats peuvent être rapidement transformés en mamelons normaux, le mamelon et l'aréole peuvent être rapidement transformés en un état plus mou et l'œdème de l'aréole peuvent être rapidement éliminés. Il a été rapporté que les bains de pieds ont un effet positif sur la morphologie du mamelon et l'état du mamelon et de l'aréole chez les femmes enceintes. De plus, les études ont révélé que les bains de pieds favorisent la circulation sanguine, augmentent la température de la peau et stimulent le métabolisme, ce qui a pour effet d'augmenter la température de la peau des seins, d'augmenter la production de lait, de réduire la rétention de lait et d'accélérer le début de la sécrétion de lait.

## Risques
Une étude réalisée en 2012 a révélé que la bactérie Legionella, qui vit dans l'eau des sources chaudes, était présente dans environ 30 % des bains de pieds des sources chaudes du pays, et la possibilité d'une maladie du légionnaire ne peut être niée. Il est nécessaire de surveiller de près en fonction de la situation et pour continuer à maintenir l'hygiène (l'inhalation du brouillard présente un risque). Ils ne sont pas soumis à la Loi sur les bains publics et n'ont donc pas de normes d'hygiène, qui sont laissées à la discrétion des gestionnaires.

## Galerie

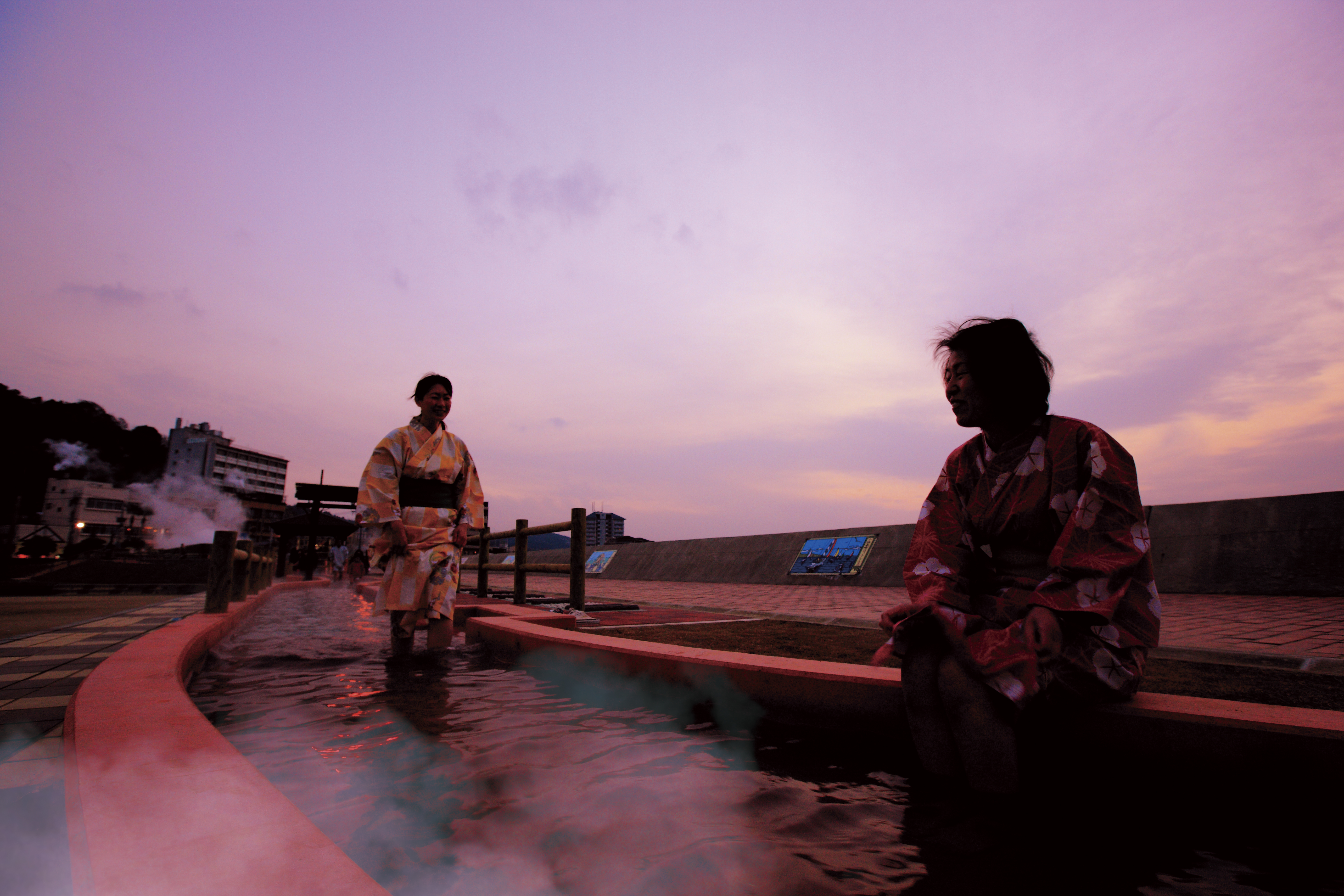
Déambulation dans un ashiyu vêtu d'un yukata.
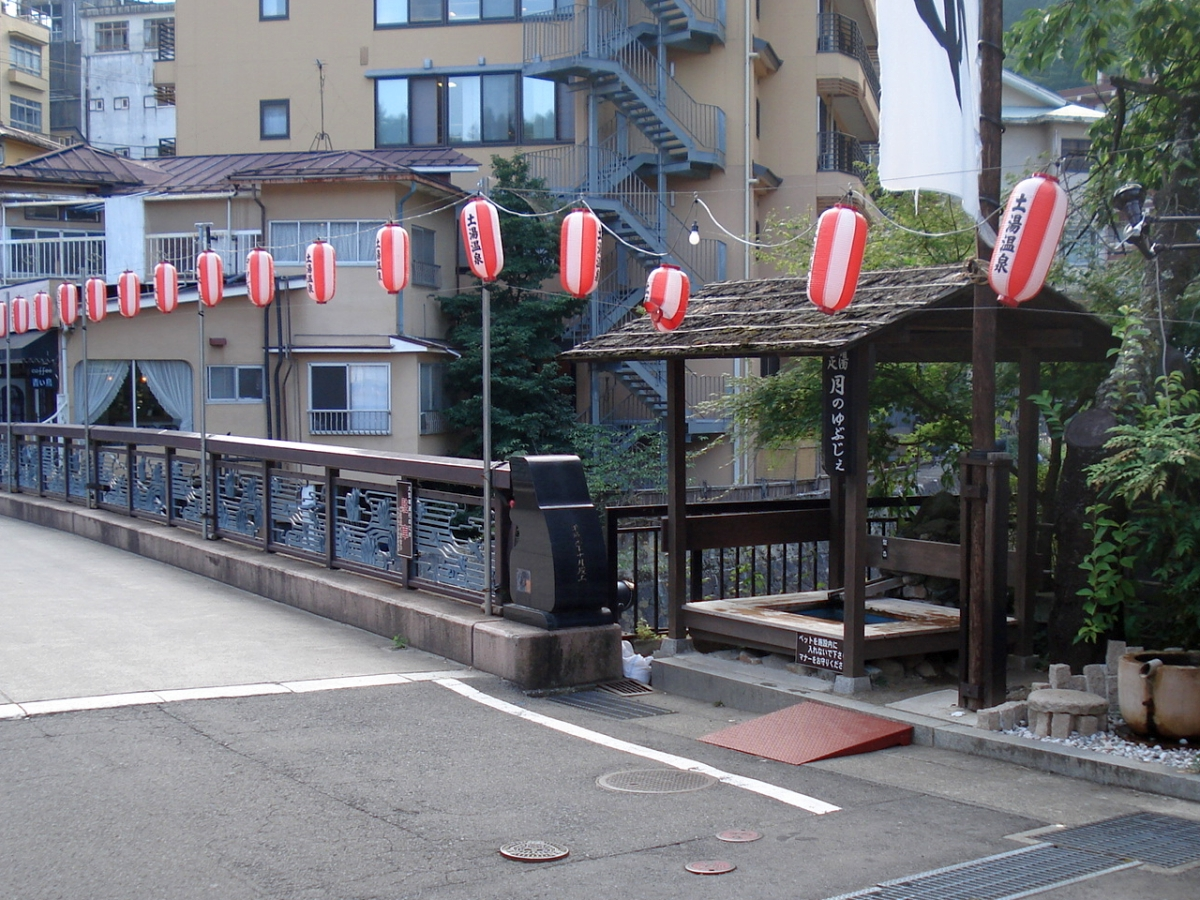
Il existe aussi de petits ashiyu.
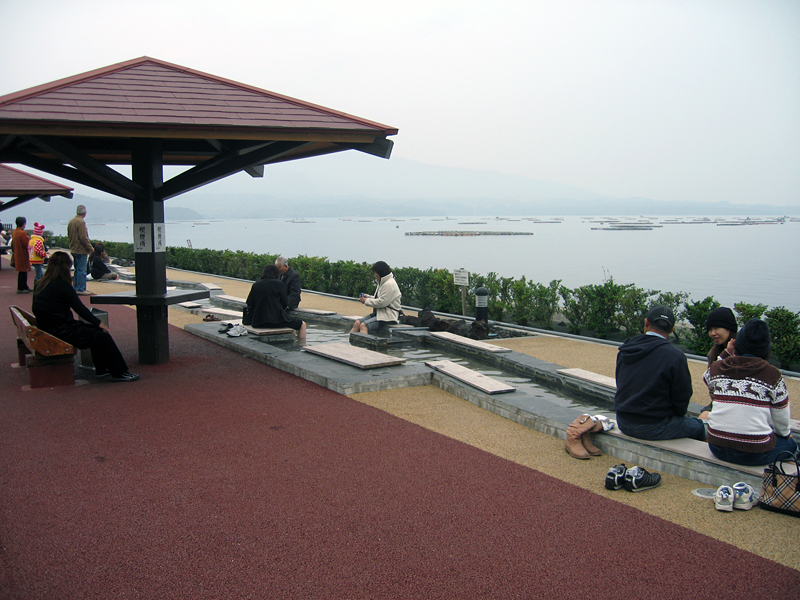
Ashiyu le long d'un boulevard.
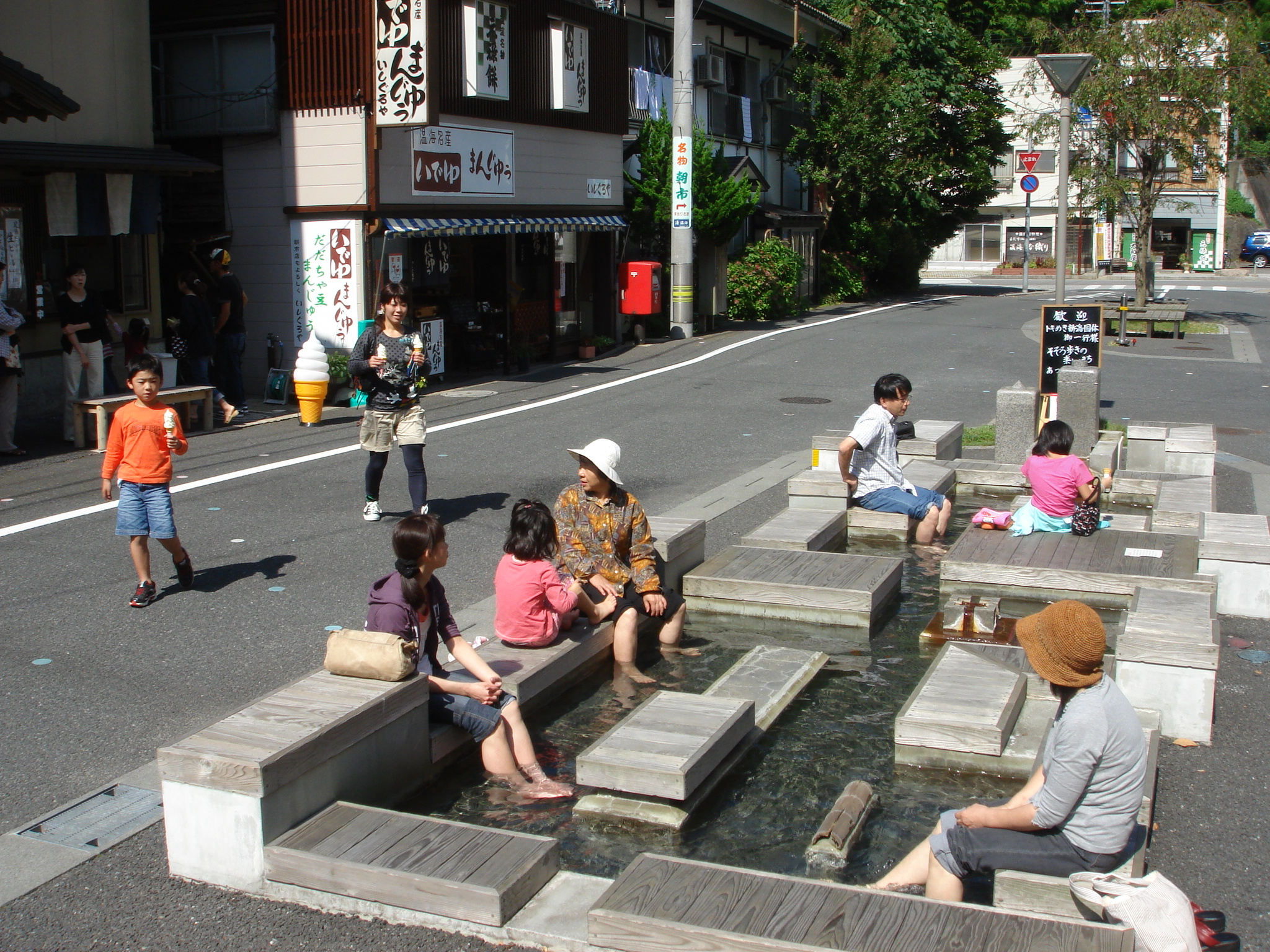
Ashiyu au centre d'un quartier.
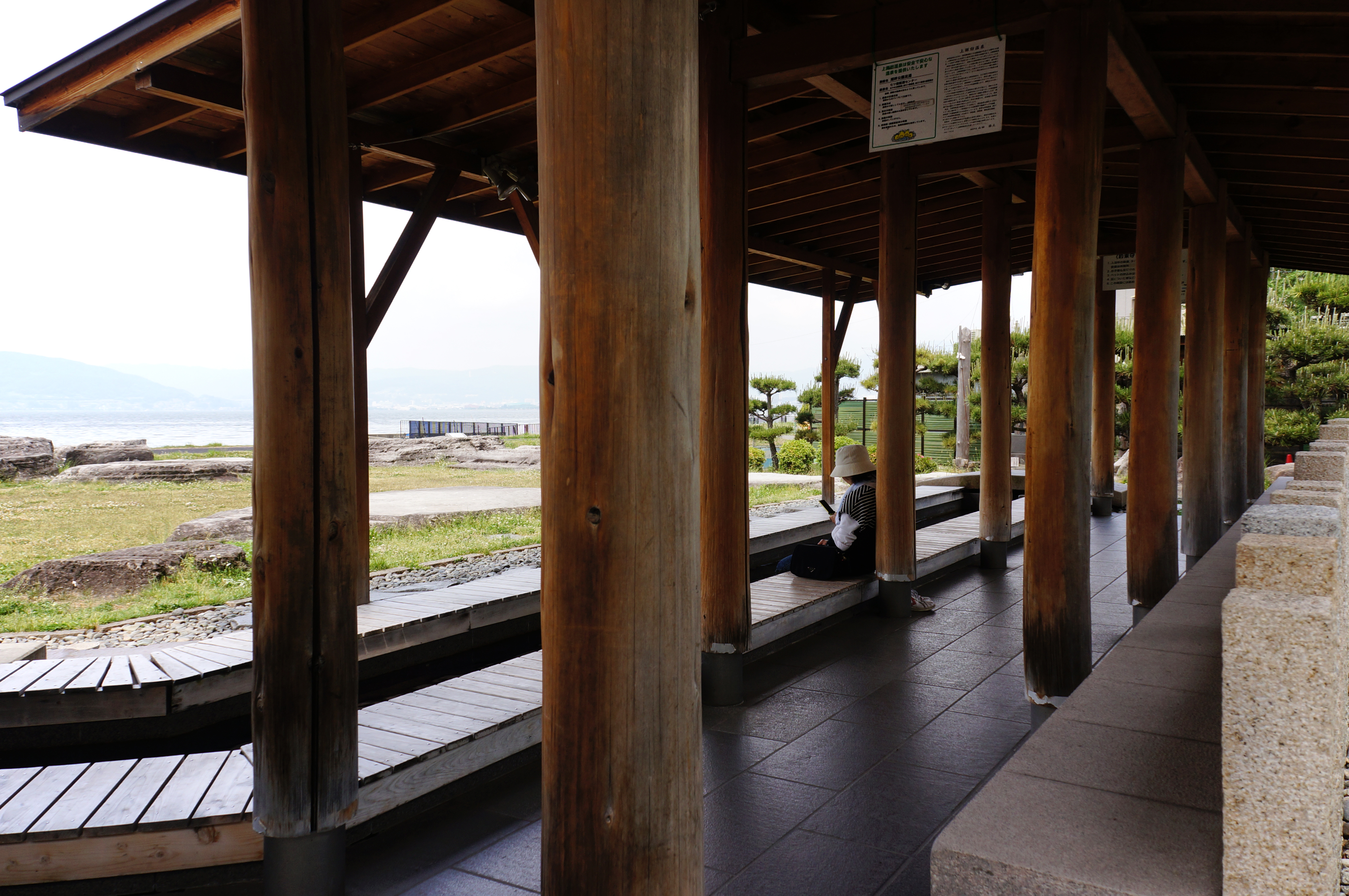
Ashiyu au parc du lac Suwa.
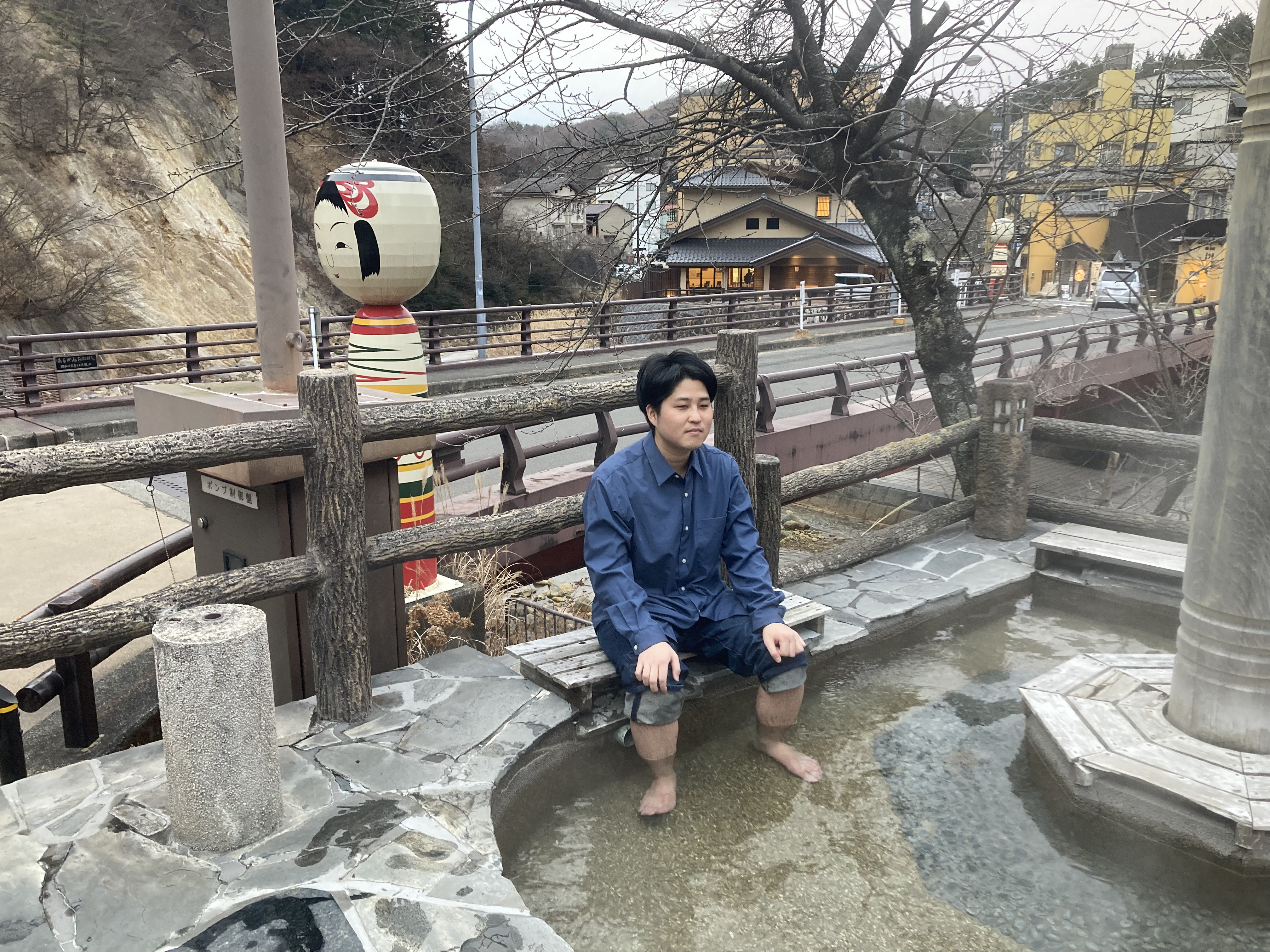
Ashiyu à Tsuchiyu Onsen (en).